# Istropolis

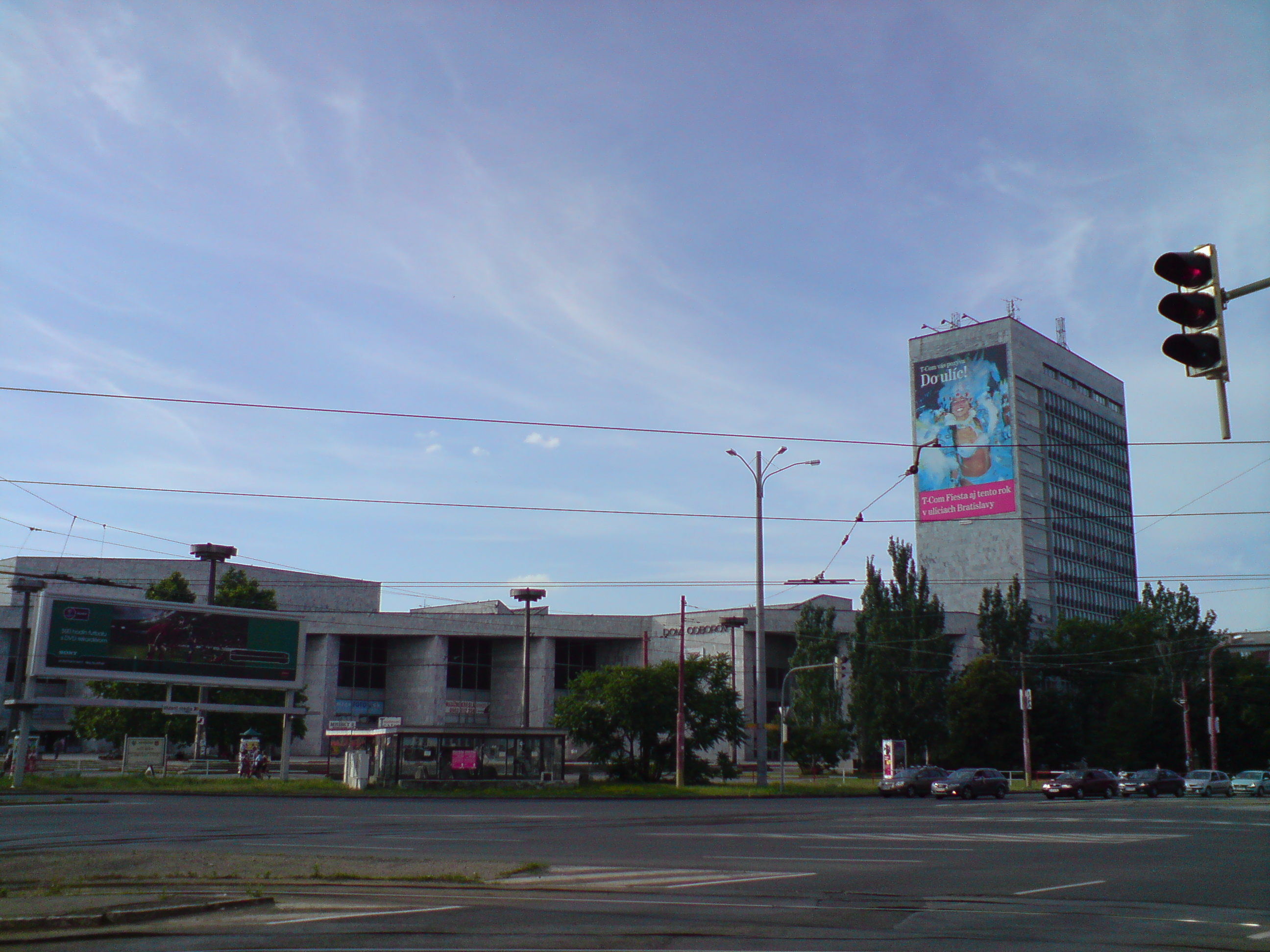
Kompleks Istropolis

Istropolis – centrum kongresowo-kulturalne w Bratysławie, na Trnavské mýto, przy skrzyżowaniu ulic Vajnorskej i Šancovej. Powstało w latach 1956–1981, według projektu Ferdinanda Končeka, Iľja Skočeka i Ľubomíra Titla.
W 1956 roku został rozpisany w ogólnokrajowy konkurs na budowę domu unii i technologii w Bratysławie. Konkurs wygrali architekci Konček, Skoček i Titl. Budynek ten od samego początku miał wiele zmian, począwszy od samego projektu. To wyjaśnia długi okres budowy wynoszący 25 lat.